# KV43
KV43 (Kings' Valley 43) è la sigla che identifica una delle tombe della Valle dei Re in Egitto; era la tomba del faraone Thutmose IV (XVIII dinastia), figlio e successore di Amenofi II (KV35).

## Storia e descrizione

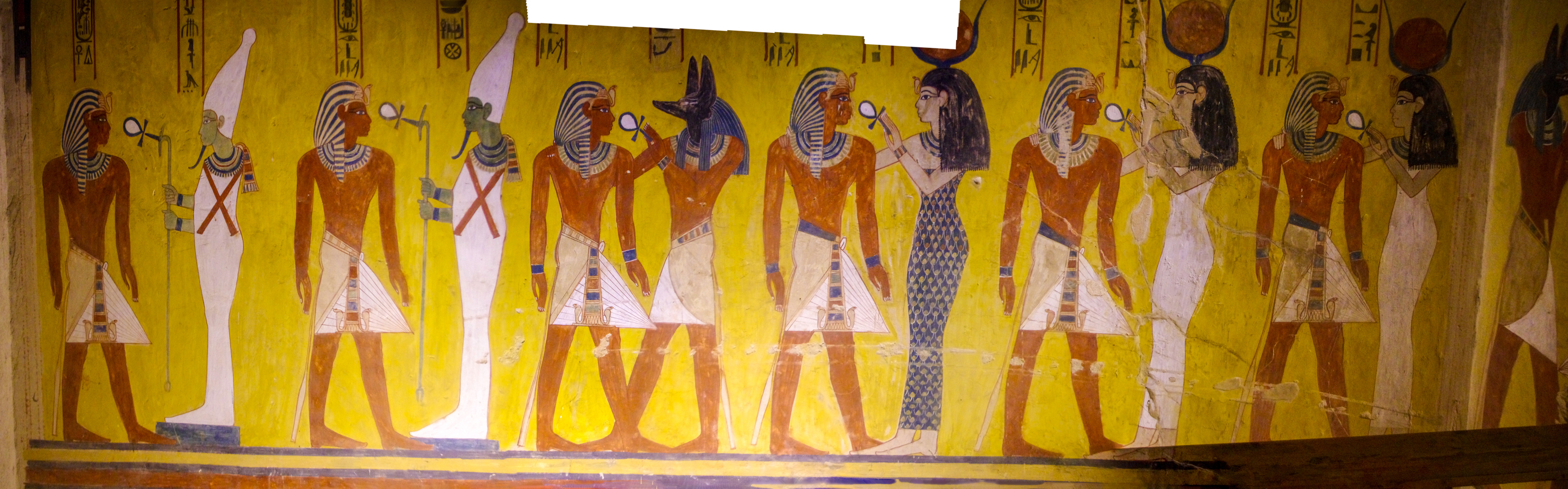
Thutmose IV riceve la vita da Osiride, Anubi, e Hathor (decorazione parietale)

La tomba venne scoperta e scavata nel 1903 da Howard Carter, per conto di Theodore Davis. L’anno successivo, 1904, lo stesso Carter la sottopose a rilievi epigrafici.
Si presenta con la struttura tipica delle tombe della XVIII dinastia, ad asse piegato, e ricorda, planimetricamente, sia la KV35 di Amenofi II, che la KV42 della regina Merira-Hatshepsut. Come quest’ultima, ad una scalinata molto ripida, segue un corridoio altrettanto ripido; una seconda scala ed un secondo corridoio, di pari inclinazione, terminano in un pozzo verticale profondo oltre 5 m al fondo del quale si apre una camera che, almeno in parte, si trova al di sotto di una camera con due pilastri. Il fatto che le pareti del pozzo fossero decorate con scene del re alla presenza di divinità che gli porgono il segno della vita, l’ankh, che il soffitto fosse di colore blu ricoperto da un cielo stellato, e che l’accesso alla successiva parte della tomba fosse chiuso da un muro decorato a sua volta, fa supporre che in tal modo si cercasse di trarre in inganno eventuali ladri facendo credere che quella fosse in realtà la tomba reale. Le razzie subite dalla KV43 sono la dimostrazione che tale espediente non ebbe successo.
Dalla camera con due pilastri, con andamento ortogonale ai corridoi precedenti, si dipartono una scala, un corridoio e una seconda scala che adducono a un'anticamera che, attraverso un breve corridoio, dà accesso alla camera funeraria il cui soffitto è retto da sei pilastri. Questa, a sua volta, si sviluppa su due livelli: al livello inferiore si trova il sarcofago di Thutmose IV in granito rosso. Quattro locali ai rispettivi angoli costituivano annessi di deposito per le suppellettili funerarie; due di queste, nella parte che ospita il sarcofago, erano peraltro chiuse con porte in legno. Durante i saccheggi cui fu sottoposta KV43 in antico, furono asportati gran parte degli oggetti di valore, ivi comprese le porte stesse.
Nella camera funeraria, priva di decorazioni se non per un fregio khekeru, due nicchie (una in uno dei pilastri e l’altra nei pressi dell’ingresso), sono la prima testimonianza degli spazi in cui, nelle tombe successive, saranno alloggiati i mattoni magici che dovevano contribuire alla protezione del defunto.

## Saccheggi e restauri
Una lunga iscrizione in ieratico, nella parete sud dell’anticamera, testimonia dei furti subiti da KV43 e delle operazioni di ripristino dei luoghi:
L’anno ottavo, terzo mese di Akhet, il primo giorno, sotto la maestà dell’Alto e Basso Egitto, Djeserkheperure-Setepenra, figlio di Ra Horemheb amato da Amon. Sua maestà, vita, prosperità e salute, ordinò che il portatore di flabello, scriba reale, sovrintendente del tesoro e dei lavori nel Luogo dell’Eternità, il rettore della festa di Amon a Karnak, Maya, figlio del nobile Iawy, nato dalla signora della casa Weret, provvedesse al rinnovo della sepoltura del re Menkheperu-Ra (Thutmose IV), giusto di voce, nella sua magione nell’occidente di Tebe.
Si ritiene che i saccheggi possano essersi verificati in corrispondenza, o conseguentemente, al periodo di instabilità politica derivante dal periodo dell'eresia amarniana. Carter, analizzando gli ottimi lavori di restauro eseguiti nella tomba, evidenziò che in quell'epoca rare dovevano essere le azioni ladresche nella Valle e questo a fronte di restauri molto più speditivi apportati nei periodi successivi che comportarono, peraltro, anche la traslazione di corpi e suppellettili in altre tombe adibite a depositi (o cache).
Almeno un secondo saccheggio della tomba ebbe luogo successivamente (forse durante la XXI dinastia), ma non si è in grado di stabilire il periodo; a questo seguì lo spostamento di alcune suppellettili nella KV37 e fu, probabilmente, alla base del successivo spostamento della mummia di Thutmose IV nella KV35 di Amenofi II .
Lo spostamento della mummia reale comportò il sistematico smantellamento della tomba, al punto da asportare piccole parti in bronzo da statuette che furono abbandonate all'interno dell'ormai vuoto sarcofago; KV43 venne nuovamente richiusa, sia pure con un muro in mattoni crudi. Il corridoio di accesso, peraltro, venne riempito di detriti.
A riprova che il lavoro fu eseguito in maniera comunque selettiva, in una delle camere fiancheggianti la camera funeraria, venne rinvenuta la mummia di un bambino, non identificato. Carter, del resto, aveva riscontrato, dagli oggetti repertati, che nella medesima tomba erano state sepolte almeno altre tre persone: un figlio del re, Amenhemet, il cui corpo ribendato e nuovamente rinchiuso in un sarcofago venne rinvenuto nella cache DB320 di Deir el-Bahari, una figlia, Tentamun, ed un terzo individuo (forse l’infante) di cui non fu possibile risalire al nome.
Quanto alle suppellettili funerarie, Carter rinvenne, nel 1903: nel deposito di fondazione, modelli di vasellame e piastre in calcare, legno, bronzo e paste vitree; vasi canopi in calcare; statuette in legno del re e di alcune divinità; piccoli scrigni; ushabty in legno e faience; mobilio in legno; modelli di navi; oggetti di vestiario (guanti, bracciali, amuleti); vasellame in diorite, calcare, vetro, faience; sigilli in pietra; una tavola da gioco; vasi canopici intestati ad Amenhemet, figlio del re, a Tentamun, figlia, e a un terzo individuo non identificabile.

### Annotazioni
1. ↑  Le tombe vennero classificate nel 1827, dalla numero 1 alla 22, da John Gardner Wilkinson in ordine geografico. Dalla numero 23 la numerazione segue l’ordine di scoperta.
2. ↑  Il fatto che tali pozzi fossero decorati al loro interno (vedi anche KV17 o KV57) e che avessero al fondo una camera, ha fatto ipotizzare che si trattasse di tentativi per sviare l’attenzione di eventuali ladri che avrebbero potuto interpretare quello come vera e propria tomba e non proseguire nelle loro ricerche. Non escludendo tale utilizzo, sotto l’aspetto più pratico, tali pozzi avevano il compito di proteggere le parti più profonde dalle inondazioni costituendo, cioè, un vero serbatoio di accumulo delle acque piovane. Quale fosse l’effettiva utilità di tali pozzi si dimostrò proprio nella tomba KV17 con il riempimento causato da Giovanni Battista Belzoni per poter più agevolmente svolgere i lavori di scavo e rilevazione.
3. ↑  Si tratta di un fregio ad imitazione di un tetto visto dall'interno
4. ↑  Tre erano le stagioni dell’anno corrispondenti ad altrettanti periodi connessi con l’inondazione del Nilo: Akhet (orientativamente da settembre a dicembre), dell’inondazione, Peret (dicembre-aprile), dell’emersione della terra dalle acque, e Shemu (aprile-agosto), del calore o del raccolto.
5. ↑  Vedi, a titolo di esempio, la KV35 o la DB320.
6. ↑  Qui venne rinvenuta, nel 1898 da Victor Loret.

### Fonti
1. ↑  vedi: informazioni turistiche
2. ↑  Theban Mapping Project.
3. ↑  Nicholas Reeves e Richard Wilkinson, The complete valley of the Kings, New York, Thames & Hudson, 2000, p. 105.
4. ↑  Reeves e Wilkinson (2000), p. 106.
5. 1 2 3  Reeves e Wilkinson (2000), p. 108.
6. 1 2  Reeves e Wilkinson (2000), p. 107.